# Epistaksa
Epistaksa je naziv za krvarenje iz nosa. Razlikuje se prednje i stražnje krvarenje iz nosa, zavisno od toga da li se sliva krv iz nozdrva ili u ždrelo. U retkim slučajevima, krvarenje iz nosa se može manifestovati isticanjem krvi kroz nazolakrimalni kanal, prema gore, do oka. 
Epistaksa može biti potpuno bezazlena pojava, ali i stanje koje ugrožava život i zahteva hitnu intervenciju..

## Etiologija
Epistaksa može biti uzrokovana mnogim patološkim stanjima, iako se veliki deo krvarenja iz nosa javlja bez neke poznate patološke podloge, što se naziva spontano (habitualno) krvarenje. Uzroci krvarenja iz nosa se mogu podeliti u dve kategorije: 
- lokalni uzroci, kao što su: trauma nosa, razna mehanička oštećenja sluzokože nosa, krvareći polip ili zloćudni tumor nosa.
- opšti uzroci, kada može biti simptom nekih sastavnih bolesti, kao što su: fon Vilebrandova bolest, hipertenzija, anemija ili zarazne bolesti gornjih disajnih puteva.

## Lečenje
Lečenje krvarenja iz nosa zavisi od težine stanja bolesnika i težine krvarenja, pa može obuhvatati jednostavne postupke, kao što su: direktni pritisak na nozdrve, lokalne zahvate kauterizacije ili tamponade, do hirurškog lečenja podvezivanjem krvnih žila.

## Spoljašnje veze
- National Library of Medicine - Describes causes, solutions, and prevention of nosebleeds

|  | Molimo Vas, obratite pažnju na važno upozorenje u vezi sa temama iz oblasti medicine (zdravlja). |